# Toni Batllori
Antoni Batllori Obiols, (Barcelona, 1951-Teià, 7 de enero de 2023) conocido como Toni Batllori, fue un humorista gráfico español. Publicó sus viñetas en diversos diarios como Avui o El País y colaboró en varias revistas. Últimamente trabajaba en la sección de política de La Vanguardia con su viñeta cómica diaria de "Ninots" o en la revista satírica El Jueves.

## Biografía
Hijo del dibujante Antoni Batllori Jofré, comenzó a publicar a finales de los años sesenta en las revistas «En Patufet» y «Mata-Ratos». En los setenta pasó por «El Papus», un semanario satírico en el que se forjaron otros dibujantes de su generación. También colaboraba en revistas de barrio y publicaciones de cariz político y social.
En 1973 publicó su primera viñeta en el diario «El Noticiero Universal». Publicó tiras en el «Ciero» y en 1980 se incorpora a la revista «El Jueves» y la sección deportiva del diario «Avui». En 1987, participa en el lanzamiento del «Diari de Barcelona» y publica tiras diarias hasta su cierre.
Sus dibujos entran en «El Burladero» de «La Vanguardia» y publica dibujos en «El País» con el seudónimo de Tonight.
A partir de 1995 Toni Batllori consolida su colaboración en «La Vanguardia» con la primera tira de política, vigente hasta la fecha.
En 2004 entró en el grupo de dibujantes premiados con el galardón «Premio Internacional de Humor Gat Perich» en el que también se encuentran, Plantu, El Roto, Georges Wolinski, Miguel Gila, Forges, Mingote, Gallego & Rey y Ferreres.
En 2007 recibió el premio Ciudad de Barcelona de comunicación por la calidad y agudeza de sus viñetas y su esfuerzo para vincular el trabajo con la actualidad más reciente, realizándolo en un tiempo muy corto.
Además de dibujante, también se dedica a la escultura, la fotografía y la pintura. Batllori tiene dos esculturas en espacios públicos: una, en la Estación de Francia, y otra en una plaza de la localidad Olost de Llusanés. Tiene varias publicaciones que compilan sus chistes y tiras.

## Libros publicados
- "Ninots: la política de 1999 en tiras", ISBN 8493128406, La Vanguardia, cop. 2000
- "Ninots de Toni Batllori : los mejores dibujos publicados en La Vanguardia 2003-2004", El Jueves, DL 2004
- "Pujol : 1995-2003", tiras de Toni Batllori y textos de Ramón Suñé, ISBN 8495400251, Dèria, 2003
- "Mil millones de mejillones" de Fernando Trias de Bes, con dibujos de Toni Batllori, Temas de Hoy, 2010
- "La Màscara africana" de Jürgen Banscherus con dibujos de Toni Batllori, Cruïlla, 1996
- "El Misteri del repartidor de pizzes" de Jürgen Banscherus con dibujos de Toni Batllori, Cruïlla, 1999
- "La Misteriosa desaparició dels xiclets " de Jürgen Banscherus con dibujos de Toni Batllori, Cruïlla, 1996
- "El Suc dels dies: un dietari" de Raimon Obiols, con dibujos de Toni Batllori, ISBN 8478099565, Columna, 1996